# المزيرع
المزيرع، هي قرية من فئة (أ) تقع في محافظة رماح، والتابعة لمنطقة الرياض في السعودية. وتبعد المزيرع عن مدينة رماح بمسافة تقارب (9) كم. مؤسسها الشيخ محمد الأزمع أبوثنين وسكانها من عائلة الأزمع من آل أبوثنين من فخذ «الجمالين» من قبيلة سبيع.